# International Mobile Subscriber Identity
International Mobile Subscriber Identity, eller IMSI, är ett unikt identifierande nummer som lagras i SIM-kortet på varje mobiltelefon i GSM- eller UMTS-nätet.